# ナビス戦争
ナビス戦争（ナビスせんそう、イタリア語: Guerra contro Nabide）は、ギリシアのポリスであるスパルタと共和政ローマ、アカイア同盟、アッタロス朝（ペルガモン王国。以下はペルガモンと記載）、ロドスおよびアンティゴノス朝（マケドニア王国。以下はマケドニアと記載）の連合軍の間で行われた戦争である。
ラコニア戦争やローマ・スパルタ戦争とも称されるこの戦争の結果により、スパルタは実質的に独立国家として終焉を迎えた。また、共和政ローマはこの戦争における勝利により、紀元前146年まで続くギリシア征服の足掛かりを作ることとなった。

## 背景

### ナビス即位までのスパルタ小史
伝統的にスパルタは、エウリュポーン（Eurypontides）家およびアギアース（Agiades）家から各1人ずつ選ばれた2人の王（アルカゲタイと称される）と60歳以上のスパルタ市民権を持つ男性から構成される28人の長老（geronte）を含む30人のゲルーシア（日本語で長老会、長老会議、長老評議会など）を頂点として、エフォロイ（スパルタ市民による民会で公選された1年任期の定員5名の官職。日本語訳では監督官、監査官など。なお、ゲオルク・ヴィルヘルム・フリードリヒ・ヘーゲルは「古代ローマの護民官と同じような官職で、独裁的な権限を持っていた」と述べている。）がゲルーシアを抑制する役職として設置されていた。しかしながら、ナビスが軍事的成功により権力を握る以前より、既に伝統的なスパルタの制度は消えつつあった。
アギアース家出身のクレオメネース（3世）が在位した当初のスパルタは、5名のエフォロイが国政を取り仕切っていた。紀元前227年、クレオメネースと共に王位にあったエウリュポーン家出身のアルキダモス5世が殺害され、クレオメネースは単独のスパルタ王となった。同年、クレオメネースは5人のエフォロイの内4人を殺害し、エフォロイの権限を自らに取り込むことで権力強化を図った。

セッラシアの戦い前後のギリシャ南部の要図。
スパルタ
アカイア同盟
アンティゴノス朝（マケドニア王国）
アイトリア同盟

アルキダモス5世の死後の共同統治者として、クレオメネースは自らの弟でアギアース家出身のエウクレイダースを就け、エウリュポーン家出身者は王位から外された。クレオメネースは社会的な改革・軍事体制の改革を実施して、国力の強化を図った。また、同盟関係を結んでいたプトレマイオス朝からは資金的な援助を受けていたが、プトレマイオス朝にとっては度々干戈を交えていたマケドニアへ対抗することが、その資金支援の背景にあった。
紀元前229年、スパルタがメガロポリス（Megalopolis）やオルコメノスなどを奇襲・占領したことをきっかけとしてアカイア同盟との間で戦争（クレオメネス戦争）が開始されたが、決戦となったセッラシアの戦い（紀元前223年または紀元前222年）でマケドニアからの支援を受けたアカイア同盟側に敗北し、多くのスパルタ軍兵士と共にエウクレイダースが戦死した。なお、この戦いで同盟軍の兵士として戦った内の1人がナビス戦争にも関与するフィロポイメーンである。
敗戦後、マケドニアの追っ手から逃れてクレオメネースがエジプトへ去った紀元前222年から紀元前219年までスパルタは王が不在の共和制であったが、クレオメネースがアレクサンドリアで暗殺された紀元前219年にアギアース家のアゲーシポリス3世とエウリュポーン家のリュクールゴスが王位に就いた。
リュクールゴスは紀元前215年にアゲーシポリスを廃位し、紀元前210年に死去するまで在位した。リュクールゴスの後継者はリュクールゴスの息子でエウリュポーン家出身のペロプスと、アギアース家・エウリュポーン家のいずれの家系にも属さない僭主のマカーニダースであった。
この共同統治は、マンティネイアの戦い (紀元前207年) でマカーニダースがフィロポイメーンに討たれるまで続いたが、マカーニダースの死後、傭兵部隊を後ろ盾として軍事的な成功により台頭したナビスがペロプスを打倒して、王位を奪取した。

### ナビス登位

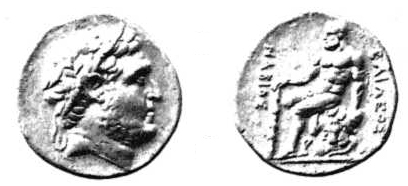
左側：ナビスの肖像。短い顎鬚を蓄え、髭と首の後ろで結ばれた月桂冠を被っている
右側：「ΒΑΙΛΕΟΣ」（ドリアギリシア語で「βασιλέως」、アルファベット表記で「basileos」（バシレウス））および「ΝΑΒΙΟΣ」（ドリアギリシア語で「Νάβιδος」、アルファベット表記で「Nabidos」）と刻まれている。

ナビスの出自は、はっきりとしない。ナビス自身はエウリュポーン家出身のスパルタ王のデマラトス（在位：紀元前515年-紀元前491年）を祖先に持つ家柄であると主張し、自らを模った貨幣にもその旨を記している。一方ではナビスが伝統的なスパルタの社会システムを打ち壊した背景（後述）により、ポリュビオスやティトゥス・リウィウスといった歴史家は、ナビスを「スパルタ王」ではなく、「僭主」と記載している。リウィウスおよびポリュビオスいずれにとっても縁の深いアカイア同盟および共和政ローマがナビス戦争に関与していたことが、このような記載をした背景として考えられる 。また、プルタルコスはナビスを「悪辣で無法な僭主」と記した。なお、ヘーゲルは（ナビスなどの）僭主によるスパルタの体制について「悪意に満ちた欲望が支配した」と評している。

### ナビスによる諸改革
スパルタの支配者となったナビスは国政改革に着手した。経済的な施策として、富裕層が所有する多額の財産・土地に目をつけたナビスは、スパルタ王家に連なる者を殺害した他、スパルタの富豪を国外へ追放し、それらの人々が所有する財産・土地を没収した。没収した土地は再区画され、その多くをナビスに忠誠を誓う主にドーリア人の解放奴隷へ分け与えた。また、この施策によりナビスに反対する勢力を減退させた。
なお、ポリュビオスはナビスによる統治方法について次の通りに記している。「ナビスの要求に応じなかったスパルタ市民に対しては、両手・両腕・胸部に鉄釘を付けた衣装を着たナビスの妻のアペガ（Apéga）の胸目掛けて引っ張られ、アペガがその市民を締め付けることで殺害した。なお、ナビスに従わない市民は全てこの方法で粛清した。」。
このような方法によってナビスは領土と資産を増やした後、ナビスはスパルタ海軍の兵器庫を兼ねる、要塞化されたラコニア南部の軍港ギュティオン（Gytheion、現：ギシオ）に向かった。 

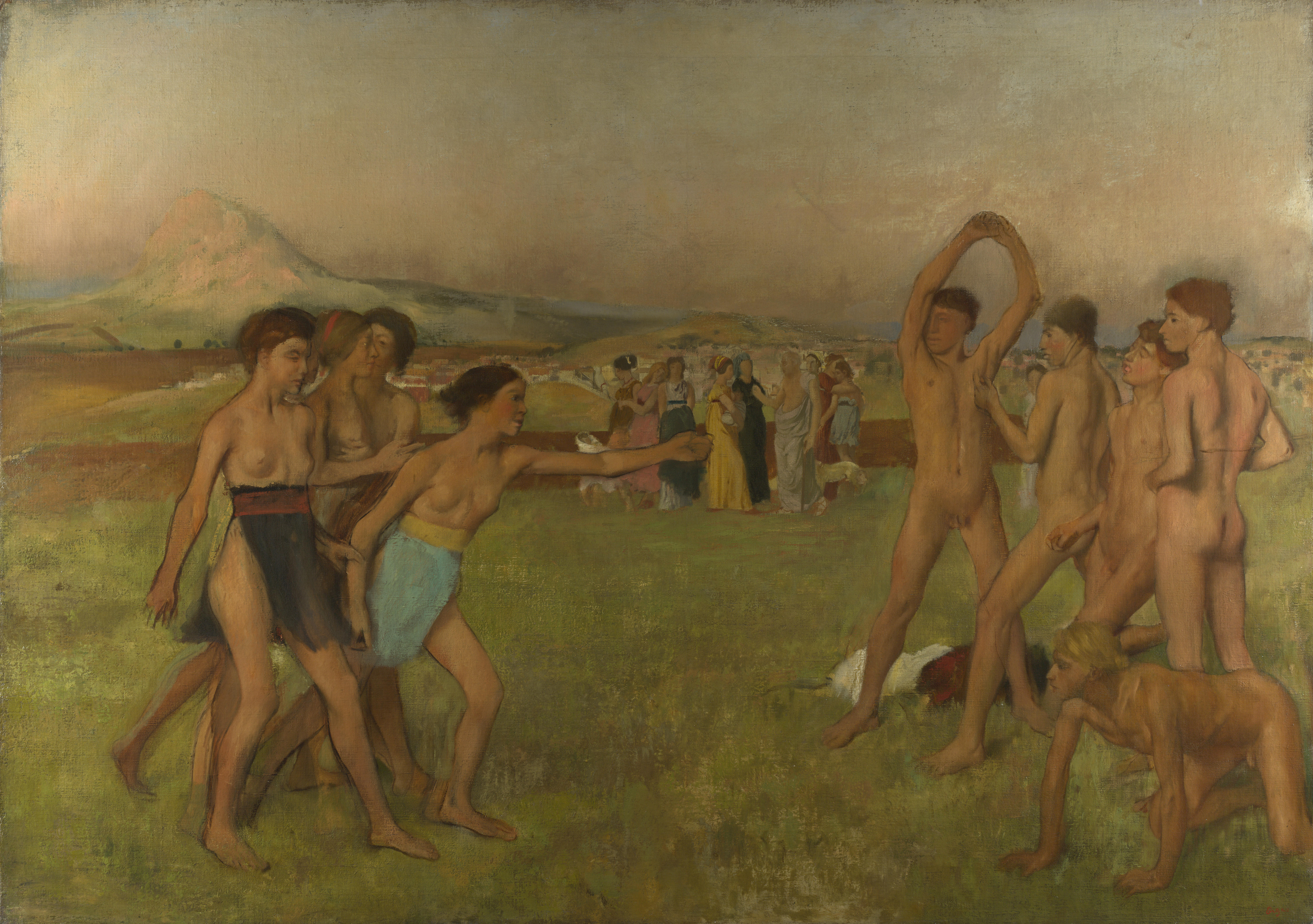
『訓練をしている若いスパルタ人』　フランスの画家エドガー・ドガによる1860年の作

ナビスによるスパルタの支配体制は、主としてナビスが実施した社会改革と再構築されたスパルタ軍を基盤としていた。伝統的に、ラケダイモンの軍事国家スパルタは、スパルタ市民権を有する全ての市民から構成されるスパルタ市民兵をペリオイコイ（スパルタ領内に住む、自由ではあるがスパルタ市民権を持たない住民の集団）およびヘイロタイ（スパルタ国家に従属する奴隷）が支援する体制を採用していた。
ペルシア戦争（紀元前492年 - 紀元前449年）の時期は数千人の規模であったスパルタ市民兵は、アギス4世の時代には数百人程度の規模に落ち込んでいた。スパルタ市民兵の数が減少した理由について、大きなものとしては富裕層に土地や資産を収奪されて貧困に身を落とした多くのスパルタ市民が「シュッシティア」（ドーリア人社会の共通通貨）の分担額を払うことができなくなり、スパルタ市民権を失ったことであった。ただし、市民権を失ったスパルタ人に対しても、「アゴーゲー」（agoge、伝統的なスパルタ人の公共の教育訓練システム）での鍛錬を課して、スパルタ軍から除外はしなかった。
結果的には、傭兵やペリオイコイおよびヘイロタイ抜きで、信頼できる伝統的なスパルタの重装歩兵の軍隊を構成することが困難となった。そのため、アギス4世およびクレオメネースはペリオイコイの内で優秀な者にスパルタ市民権を付与し、アゴーゲーで鍛錬を課して約4,000のスパルタ市民兵を誕生させた。また、スパルタ軍にマケドニア軍の軍事戦術であるファランクス（密集陣形）を採用して、軍事力強化を図った 。
しかし、クレオメネースの時代にセッラシアの戦いで強化されたスパルタ軍兵士の多くが戦死したため、ナビスの時代に残る軍隊はその敗残兵だけであり、結果として、もはや十分な大軍を構成することができなくなった。このことは、スパルタの軍事力に深刻な衰退をもたらした。ナビスの改革の狙いは、スパルタ軍をより武装されたファランクスとして質の強化を図り、ナビスへの忠誠を誓う軍に再建することであった。
ナビスはヘイロタイを解放し、解放されたヘイロタイ（以下、「解放奴隷」と記載）をスパルタ軍に組み入れた。ヘイロタイの解放はスパルタの歴史上で最も突出した行為の一つであり、ナビスはスパルタにおける古くからの社会システムの中心の根幹となる部分を打ち壊したことを意味していた。そして、ヘイロタイの解放は周辺のポリスに対して、スパルタが領土を拡大させるための口実とするための主たる理由付けとなった。
また、ナビスの改革以前は、軍事教練のためにヘイロタイを敵として殺戮するなど常時戦争状態にあり、ヘイロタイの反乱を防ぐことがスパルタの重要な国内政策であった。ヘイロタイ反乱に対する備えを必要とするため、その分だけ周辺のポリスに対する領土的野心の抑制に繋がっていたが、この制限が解除されたことを意味していた。
ナビスは、解放奴隷や残った主だったスパルタ住民に土地を与え、デモス（正式なスパルタ市民）の裕福な家系や亡命していたスパルタのエリートの子女・未亡人（中にはナビスの命令で殺害された者もいたという）を妻として分け与えた。
ポリュビオスは、ナビスが資産を分け与えたこれらの住民は「人殺し」、「強盗」、「スリ」、「追いはぎ」といった類のならず者ばかりであったと記している。
クレオメネースやマカーニダースらの治世の下で、スパルタで伝統的なリュクルゴスによる体制は既に意味を失い、元々傭兵であった集団がスパルタにおいても大きな力を握っていた。ナビス自身も傭兵との繋がりは強く、ナビスと連携するクレタ人傭兵に対してはスパルタ領内に海上部隊の拠点を構えることを許可しており、クレタ傭兵はこの拠点を根城にして傭兵は神殿への襲撃や強盗などの海賊行為を働き、逃げ込み場所ともなった。
ナビス軍はクレタ傭兵やクレタ兵が組織した海賊と連携して機会をうかがい、余裕の無い時でさえ、利益の見込める仕事には漕ぎ手として関与した。しかしながら、ナビスがクレタ傭兵と組んで、ギュティオンを拠点にして制海権を拡大させようとするこの行為は、ペルガモンやロドスなどのエーゲ海沿岸の国家、そして共和政ローマにとって見過ごすことができないものであった。

### ナビス、メッセニア侵攻
紀元前205年、ナビスは共和政ローマとの平和条約を結んでいたが、紀元前201年にナビスはスパルタおよびローマ両国の同盟国で紀元前4世紀まではスパルタの支配下にあったメッセニアに侵攻して、占領した。
ただし、フィロポイメーンがアカイア同盟軍を率いてメッセニアの近郊まで迫っていることを知ったナビスは、メッセニア市内に布いていた陣を引き払い、兵の損失を出すことなくメッセニアより退去した。また、ナビス軍はテガエで敗北を喫して、ナビスはスパルタの領土拡大という野望を阻止された。

### 第二次マケドニア戦争

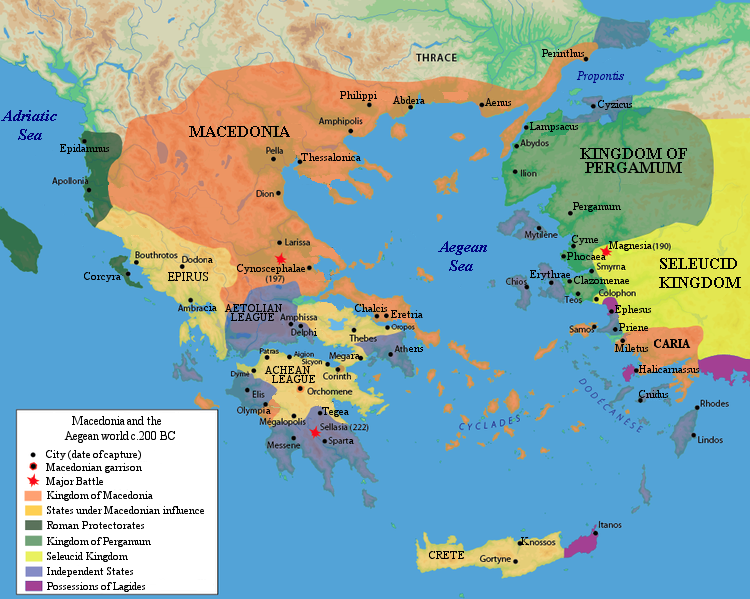
紀元前200年頃のエーゲ海周辺の要図

紀元前200年に始まった第二次マケドニア戦争で、ナビスは領土拡大にできる限りの意欲を示した。マケドニア王ピリッポス5世は、スパルタに対して「ローマとの協定から離脱してマケドニアと同盟を結ぶ代償として、マケドニアが支配するアルゴスの領有権をスパルタに与える」との提案を行った。
ナビスは当初ピリッポスに対してアルゴス市民からの申し入れが無ければ受入れられないと回答したものの、アルゴスが加盟していたアカイア同盟がナビスに対する非難決議を採択したことを受けて、夜陰に乗じてアルゴス市内に侵入させていたスパルタ兵に市内の要衝を制圧させて、アルゴスの支配権を奪取した。
しかしながら、戦争が始まるとスパルタはマケドニアから離反し、ローマ連合軍側に再び加入して、ローマ軍を支援するために600名のクレタ人傭兵を派遣した。また、アカイア同盟と4ヶ月間の休戦協定を締結した。
ナビスはローマとの会議が終了すると、アルゴスに駐屯するスパルタの守備隊を強化し、ペッレネ出身のティモクラテス（Timocrates of Pellene）に統治させて自らはアルゴスより退去した。後にナビスはアルゴス出身でもあった妻・アペガをアルゴスに送り込み、アペガはアルゴス市民の女や家族を暴行した上で彼らが所有する黄金製の装飾品や高価な衣服を収奪した。
キュノスケファライの戦い (紀元前197年) でマケドニアがローマ側に決定的な敗北を喫し、第二次マケドニア戦争はマケドニアの敗北で終わったが、戦争後もスパルタはアルゴスの領有を維持した。なお、ローマ軍は戦争終了後もギリシアから撤兵せずに、戦争で得た権益を維持するために、ギリシアの戦略上の要所にローマ軍の守備部隊を駐留させた。

## 第一次の戦争（紀元前195年）

### 開戦まで
アカイア同盟は、加盟国の一つであるアルゴスがスパルタの占領下に残ったことに動揺した。アカイア同盟は、アルゴスからスパルタの影響力を排除するために、ローマに対してギリシアへ使節を派遣するように要請することを決定した。ローマはアカイア同盟からの要請に応じたが、理由としてはローマがギリシアを去った後、再建された強力なスパルタがギリシアで勢力を広げる行動を起こすことを懸念したことが挙げられる。
紀元前195年、ローマ軍の指揮官のティトゥス・クィンクティウス・フラミニヌスがギリシアに到着した。フラミニヌスはナビスに対して宣戦布告の是非を議論するために、コリントスにギリシアのポリスや周辺国家の代表者を招集した。会議には代理人も含んで、アイトリア同盟、マケドニア、ペルガモン、ロドス、テッサリアそしてアカイア同盟が参加した。
ローマの影響力をギリシアから排除することを望んでいたアイトリア同盟とテッサリアを除き、全ての参加者がスパルタへの宣戦布告を支持した。アイトリア同盟とテッサリアはナビスに対して共に事態に当たることを申し出たが、アイトリア同盟はアカイア同盟からの反対に遭い、いかなる方法によってもアイトリア同盟の力を伸長させることを妨害された 。
現代の歴史家エーリヒ・ステファン・グリュエン（Erich S. Gruen）は、ナビス戦争が発生した理由について、「ローマはギリシアにおける影響力を拡大させることだけでなく、将来的に起こり得るセレウコス朝（シリア）のアンティオコス3世によるギリシア侵攻に備えて、シリア側で参戦することが考えられたスパルタとアイトリア同盟を叩いておくためでもあった」と記している。また、プルタルコスは、全世界の覇権奪取を志望したアンティオコスが、この年にカルタゴを追われてシリアへ亡命したハンニバルの激励を受けて意欲を高めたため、シリア軍によるギリシア侵攻が目前に迫っていた、と記している。
フラミニヌスは最初にスパルタに使者を送り、ナビスがアカイア同盟にアルゴスを引き渡すか、ローマおよびギリシア連合軍との戦争に直面するかを選択するよう通告したが、ナビスはフラミニヌスの通告を拒否したため、約40,000のローマ連合軍はペロポンネソスへ侵攻した。

### アルゴス攻防

ペロポンネソス半島の要図。
スパルタ
アカイア同盟

ペロポンネソスへ入ったフラミニヌスは、クレオナイ（Cleonae）で歩兵10,000、騎兵1,000を率いるアカイア同盟の指揮官のアリスタイノス（Aristaenos）と合流して、そのままアルゴスへ進軍した。
一方でナビスは義理の兄弟であるピュータゴラース（Pythagoras）を指揮官として、兵15,000から成る守備隊をアルゴスへ派遣した 。
ローマ軍とアカイア同盟の連合軍がアルゴスに進軍していた時、ダモクレス（Damocles）という名の若いアルゴス人が、スパルタの守備隊に対する蜂起をそそのかすことを企てた。数人の支持者と共にダモクレスはアルゴス市街のアゴラに登り、アルゴス市民に向かってスパルタの支配に蜂起することを訴えた。しかし、市民からの反応は全く無く、ダモクレスとその支持者のほとんどがスパルタの守備隊によって殺害された。
ダモクレスの一派でわずかに生き残った者は、アルゴスを脱出してフラミニヌスの軍営地へ逃げ込んだ。ダモクレスの支持者たちはフラミニヌスに次のように訴えた。「もし、ローマ軍の陣営地をアルゴスの城門により近い場所へ動かしていたならば、アルゴス人はスパルタ守備隊に対して反逆を起こしたであろう」。
フラミニヌスは、新たな軍営地の位置を定めるために歩兵および騎兵の各部隊を周辺に派兵した。ローマ軍の小隊がその位置に見当を付けたところ、アルゴスの城門から突撃したスパルタ守備隊の一部隊と、アルゴスの城壁から約300歩の場所で小競り合いになった。ローマ軍はスパルタ軍を撃退し、スパルタ軍はアルゴス市内への撤退を強いられた。
フラミニヌスはその小競り合いが発生した場所に軍営地を移動した。数日間、フラミニヌスはスパルタ軍の攻撃を待ったが、音沙汰無く過ぎた。フラミニヌスはアルゴスの包囲戦の是非について軍事会議を開いた。会議に集合した指導者の内、アリスタイノス（Aristaenos）以外の全員が戦争における最初の目的は攻め取ることである、としてアルゴスへの攻撃を主張した。
一方、アリスタイノスはアルゴス攻撃の代わりに、スパルタ本国およびラコニアを攻撃するべきであると主張した。フラミニヌスはアリスタイノスの意見を採用して、軍をアルカディアのテゲアへ進めた。さらに次の日にはカリュアイ（Caryae）まで進軍したが、カリュアイには増援部隊としてアウクシリア（補助部隊）が待機していた。
その部隊には、紀元前215年にリュクールゴスによってスパルタ王位を廃位されたアギアース家出身のアゲーシポリスが率いるスパルタの残党や、ピリッポス5世によって送られたテッサリア騎兵400を含むマケドニア兵1,500も含まれており、到着してすぐにローマ軍に加わった 。
また、新たにラコニアの海岸にローマ連合軍に味方する船団が到着した。その内訳は、ルキウス・クィンクティウス（Lucius Quinctius）が指揮する40隻のローマ艦隊、クレタ傭兵が行っている海賊行為を背後で支援するナビスが敗北することにより、自国の商戦が被っている海賊による被害から解放されることを期待したソシラス（Sosilas）が率いる18隻のロドスの艦隊、セレウコス朝のアンティオコス3世が侵攻した際にローマの支援を期待し、その好意を得ることを望んだエウメネス2世自らが指揮を取る40隻のペルガモン艦隊であった。

### ラコニア戦線
ナビスは10,000のスパルタ正規兵と3,000の傭兵部隊を徴兵した。また、スパルタ領内およびその支配地にある海軍基地より利益を得ていたクレタ傭兵部隊もスパルタへ既に送っていた1,000人に加えて、さらに精鋭の1,000人の兵士を急派した。
ローマ軍の接近によりナビスに対する反乱が誘発されかねないことを恐れたナビスは、著名な市民80名を処刑することで、その引き締めを図ることを決めた。
フラミニヌスが陣営地より移動してセッラシアを襲撃したのを見て、ナビス側の外国人傭兵部隊が元々はスパルタ側の本陣であったローマ軍が本陣を置く軍営地を攻撃した 。突然のナビス軍の急襲に対してローマ連合軍は当初混乱させられたが、ローマ軍の中核であるコホルスが到着したため、スパルタ軍は撤退した。 
ついで、ローマ軍がメネラーオス（Menelaus）の陣営へ続くスパルタの古道を進んでいた際に、ナビス軍の傭兵部隊がそのローマ軍の後背を攻撃した。傭兵部隊が攻撃したローマ軍後衛部隊の司令官のアッピウス・クラウディウスは軍を集結させ、町の城壁の前まで引き換えし、その過程で多数の死傷者を出しながら、傭兵部隊を迎撃した。
その時点でローマ連合軍本軍はアミュクライ（Amyclae、現：アミュクレス）へ進んでおり、道中で周辺の国々より略奪を繰り返していた。その間、ルキウス・クィンクティウス（Lucius Quinctius）は、自発的に降伏していたラコニアのいくつかの沿岸都市を収容していた。

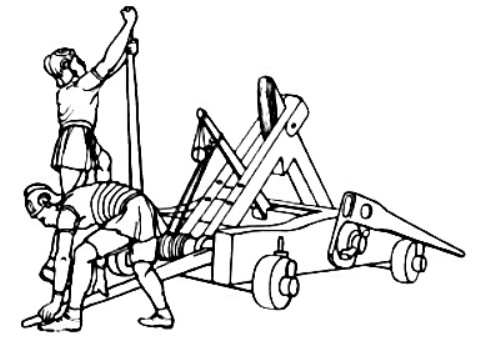
上図は「オナガー」と呼ばれた小さな攻城兵器で、バリスタよりも安価で組み立ても容易であった。その使用方法は「リトボロス」（lithobolos、バリスタの投石器版）と同様であったが、砲撃は精密さと程遠かった。しかし、都市の城壁の破壊を目的として投石することにより、城内の守備兵は城壁を破壊される前に対応することを余儀なくされた。

ローマ連合軍の本軍はその地域で最も大きく、スパルタ海軍の本拠地かつ兵器庫でもあった軍港ギュティオンへ進軍した。陸軍がギュティオンを包囲し始めたときに、ローマ連合軍の海軍が到着し、その内の3隻の船員は数日を掛けて攻城兵器を組み立てて、使用可能な状態とした 。この攻城兵器は城壁を蹂躙・荒廃させる効果があったが、ギュティオンのスパルタ守備隊はそれに持ちこたえた。
ギュティオンのスパルタ守備隊には2人の指揮官がおり、その内の1人のデクサゴリダス（Dexagoridas）は開城して降伏することを希望する旨をローマ軍のレガトゥスへ伝えた。しかし、それを知ったもう1人の指揮官のゴルゴパス（Gorgopas）は自らの手でデクサゴリダスを殺害したため、この計画は未遂に終わった 。
ゴルゴパスは、近隣地区からフラミニヌスが集めた4,000の増派された兵を率いて戻るまでは抵抗を続けたが、フラミニヌス率いる部隊が到着してローマ軍が再び強襲すると、ゴルゴパスは降伏を強いられた。なお、ゴルゴパスと守備隊は身柄を保護されて、無傷のままスパルタへの帰還を許された。

### スパルタ包囲戦
ギュティオンの包囲戦の間、ピュータゴラースはアルゴスから3,000の兵を率いて、ナビスに加勢するためにスパルタ市に入城した。
ナビスはギュティオンが降伏したことを知ると、和平交渉を申し込むためにフラミニヌスへ使節を送ることを決め、スパルタが支配するアルゴスに駐屯するスパルタの守備隊を撤退させ、ローマ軍の脱走兵や捕虜を返還することを申し出た
。 
フラミニヌスは連合軍の指揮官を集めて会議を行ったが、ほとんどの軍指揮官はスパルタを攻略し、ナビスを王位から蹴落とせると考えていた。
フラミニヌスは自身の考えにより、「駐屯する全てのスパルタの守備隊が撤退してアルゴスを明け渡すだけでなく、沿岸のラコニア地方の都市に自治権を付与し、スパルタ海軍の艦船を彼らに与え、翌年から8年間戦争の賠償金を支払い、他のクレタ人のどの都市とも同盟を結ばないと協約を結ぶのであれば、スパルタとローマは6ヶ月間の停戦を結ぶだろう」とナビスに通告した 。
ナビスはフラミニヌスの要求を拒絶し、ローマ連合軍の包囲戦に耐えうるだけの十分な物資を用意していると返答した。フラミニヌスは50,000の兵をもってスパルタ市へ進軍し、そしてスパルタ市外の戦闘でスパルタ軍を打ち破った後に、スパルタ市の包囲を開始した。
フラミニヌスはスパルタ市の包囲戦において、通常の包囲ではなく強襲することを決めた 。スパルタ軍はローマ連合軍の攻撃によく持ちこたえたが、ローマ軍のスクトゥムがスパルタ軍の飛び道具による攻撃を無効化したことでスパルタ軍の反撃は妨げられた。
ローマ連合軍はスパルタ市を取り囲む城壁に攻撃の狙いを定めて、城壁を突破した。ローマ連合軍はスパルタ市の郊外に設けられた隘路により進行を阻害されたが、スパルタ市街中心部へ進軍するためにローマ連合軍はその隘路を拡張したことにより、スパルタ軍は徐々に後退することを余儀なくされた。 
防御網が崩壊しつつあったのを見たナビスはスパルタ市からの逃亡を試みた。しかし、ピュータゴラースは兵を集めて、城壁に最も近い建物に火を放つように命じた 。燃えた破片がスパルタ市街地に突入していたローマ連合軍の兵士に降りかかり、多くの死傷者が出た。これを見たフラミニヌスは本軍の陣営を放棄することを命じた。 
結果的にローマ連合軍の攻撃を3日の間、スパルタ軍は撃退したが、この状況を絶望視したナビスはローマ連合軍に降伏を申し出るために使者としてピュータゴラースを送ることを決めた。
当初フラミニヌスはピュータゴラースに会うことを拒絶したが、ピュータゴラースが2度目にローマ軍の軍営地に来訪した際にフラミニヌスが以前にナビスへ通告した内容と同じ内容でスパルタの降伏を受諾した。フラミニウスとナビスの間で合意された和平協定は後にローマで元老院によって批准された。
アルゴスでも、スパルタ市が包囲下にあると知ったアルゴス人が反乱を起こした。アルゴス人のアルキッパス（Archippas）は、ティモクラテスが指揮するスパルタの守備部隊を攻撃した。 ティモクラテスは砦を明け渡し、ティモクラテスとスパルタの守備部隊は無傷で退去することができた。 
また、ナビスの軍隊に徴兵されていた全てのアルゴス人が帰国を許された。

### 講和

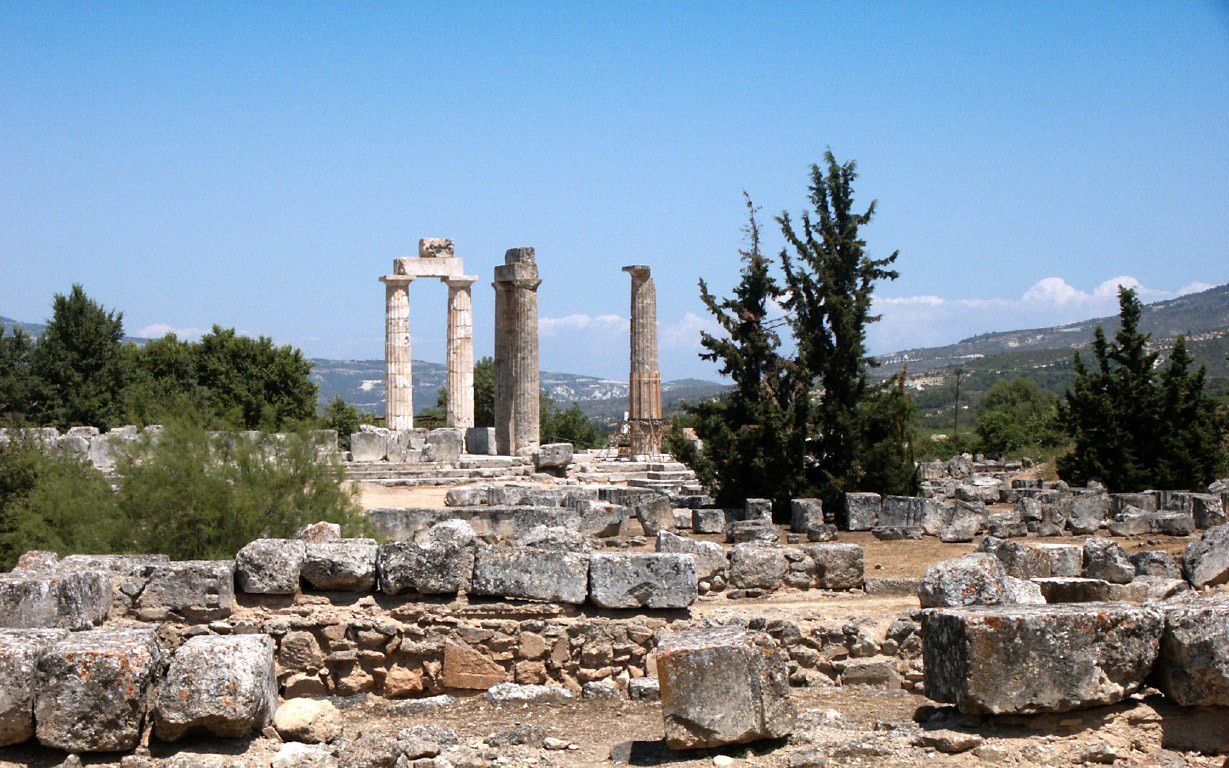
古代ギリシア時代に「ネメア競技祭」が開催されていたゼウス神殿跡

戦後、フラミニヌスはネメアで開催されていた紀元前195年の「ネメア競技祭」を訪れ、アルゴスが解放され、自由であることを宣言した。
ナビスは講和条約に基づいて、アルゴス、メッセニア、クレタ島の諸都市およびラコニア沿岸都市の領有権を放棄（これら諸都市との同盟を結ぶことも禁じられた）した。アルゴスはアカイア同盟への再加盟が決まり、ラコニア沿岸都市はアカイア同盟の保護下に置かれた。スパルタ海軍の艦船についても小型の2隻を除いた残り全てをスパルタの支配から外れたラコニア沿岸都市へと譲渡された。また、ナビス自身の息子アルメナス（Armenas）を含む5人の人質をローマに引き渡した 。
ナビスはクレタ島の諸都市から守備部隊を撤退させて、スパルタの軍事力を増強させていた社会的・経済的な政策を撤回しなければならなかった。
フラミニヌスがナビスをスパルタ王位から排除しなかった理由について、リウィウスは「スパルタが海から途絶された内陸国となり、効果的な力を失ったとしても、ローマにとっては成長しているアカイア同盟に対する対抗者としての独立したスパルタの存在を欲したことによる」とし、テオドール・モムゼンも同様の見解を示している。
一方で、戦争長期化によりフラミニヌスに代わる別の指揮官がローマから派遣されて自らの名誉が奪われることを恐れたことや、ナビス戦争で活躍したアカイア同盟の指揮官フィロポイメーンが自らと同等の称賛を得たことにフラミニヌスが嫉妬したことをプルタルコスは理由として記している。フラミニヌスは「ナビスを殺害すればスパルタ市民が深刻な危機に陥るからである」と弁明している。
ローマは、スパルタを刺激することを避けるために、スパルタからの亡命者をスパルタ本国へ帰す処置は取らなかった。ただし、ナビスによって夫が追放されて解放奴隷などに嫁がされた女性やその子息に限っては、スパルタ本国への帰国が許された。
なお、イタリアへ帰国したフラミニヌスは2つの戦勝によりローマ市内で凱旋式を挙げたが、戦利品としてギリシアの兜やマケドニアの盾の他、黄金3,713リブラ、銀43,270リブラ、ピリッポス5世の肖像が入った金貨14,514リブラを得た。また、第二次ポエニ戦争で奴隷になり、ギリシアに滞在していた1,200名のローマ人を身代金を払ってローマへ連れ帰り、その元奴隷たちは凱旋式でフラミニヌスの後ろに従って行進した。

## 第二次の戦争（紀元前194年 - 紀元前192年）

### スパルタによる再攻撃

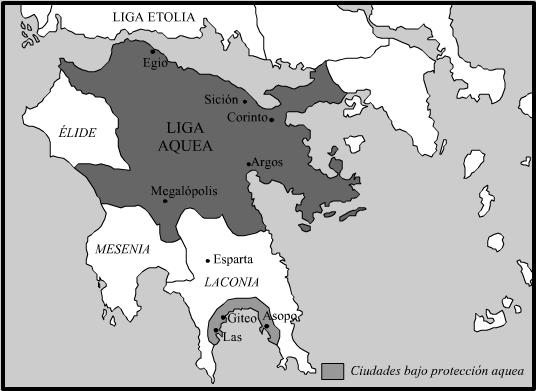
紀元前194年のペロポンネソス半島。スパルタ（Esparta）南部の沿岸地域（灰色部分）がアカイア同盟の保護下に置かれた。

紀元前194年、指揮官としての任期を終えたフラミニヌスが指揮下のレギオン（ローマ軍）と共にイタリア半島へ帰還した後、ギリシアは再び元の体制となった。この時期にギリシアで有力であったのは、先だってローマとの戦争に敗れたマケドニア、アイトリア同盟、力を増したアカイア同盟、そして弱体化したスパルタであった。ギリシア内での紛争でローマの介入に対抗していたアイトリア同盟は、ナビスに対して失った元々の領土とギリシアにおける地位を取り戻すようにそそのかした。
紀元前192年までにナビスは新たに艦船を建造し、軍隊を増強して、ギュティオンを包囲した。アカイア同盟はローマに助力を要望するために、ローマへ使者を派遣した 。ローマの元老院は、プラエトルのアティリウス（Atilius）を、フラミニヌスによって立てられた大使およびローマ海軍と共にナビスの海軍を打ち破るために派遣した 。
ローマ海軍の艦隊の到着を待たずに、アカイア同盟軍はフィロポイメーンの指揮の下でギュティオンへ向かった。新建造船から構成されたスパルタ海軍は、ティソ（Tiso）が率いる同盟海軍との海戦に勝利を収めて、最初の衝突で同盟海軍の旗艦を撃沈させた。
また、地上戦においても、スパルタの陸軍は同盟軍をギュティオン市外で破り、フィロポイメーンはテゲア（Tegea）まで敗走した。フィロポイメーンに勝利した余勢を駆ってスパルタ軍はギュティオンを包囲したが、体勢を立て直した同盟軍の夜討ちに遭って敗北し、ナビスの本陣は同盟軍に焼き払われた。
スパルタ市へ向けて進軍する同盟軍に対してナビス軍は伏兵を仕掛けたが、フィロポイメーンの指示により同盟軍は周囲の地形に合わせて隊形を再編し直したことで、逆に同盟軍からの攻撃を受けて、スパルタ軍は散り散りに壊走した。さらに同盟軍は、スパルタ兵が市街地へ逃れるのを見越して伏兵を仕掛け、それに掛かったスパルタ兵の多くが殺害された 。
スパルタ海軍が健在で要塞化している都市へ残っていた一方で、同盟軍はスパルタが支配するラコニア諸都市を抵抗を受けずに略奪することができた。スパルタ市自体の攻略は、ローマの使者フラミニヌスが到着するまで置いておくことで、同盟軍のストラテゴスのフィロポイメーンを納得させた。 
その間に、ナビスは戦闘前と同じ条件（status quo）で退却し、占領地も引き渡すことを決めた。

### ナビス暗殺と終戦
スパルタ軍がアカイア同盟との戦いに敗れ、軍事力が弱体化したため、ナビスはアイトリア同盟に助力を訴えた。
アイトリア同盟は、アレクサメヌス（Alexamenus）なる人物を指揮官とする1,000の騎兵部隊をスパルタへ派遣したが、ナビスが軍の教練を視察していた際にアレクサメヌスがナビスを批判し、ナビスを槍で自ら刺し殺した（紀元前192年） 。
アイトリア同盟軍は、スパルタの宮殿を没収して、スパルタ市街は略奪された。しかし、蜂起したスパルタ市民はアイトリア同盟軍と戦って、アイトリア同盟軍をスパルタ市外へ敗走させた。 
ナビス殺害に端を発してスパルタは混乱状態にあったが、この機会を利用してフィロポイメーンはアカイア同盟軍を率いてスパルタ市内に入り、スパルタをアカイア同盟の一員に組み入れた。スパルタは、法律と領域を維持することを許されたが、亡命者やスパルタ軍の組織の規則は元に戻されなかった。なお、アカイア同盟への加盟を支持するスパルタ住民からフィロポイメーンに対して御礼金を送ることを申し出たが、フィロポイメーンは丁重に断った。

## ナビス死後のスパルタ

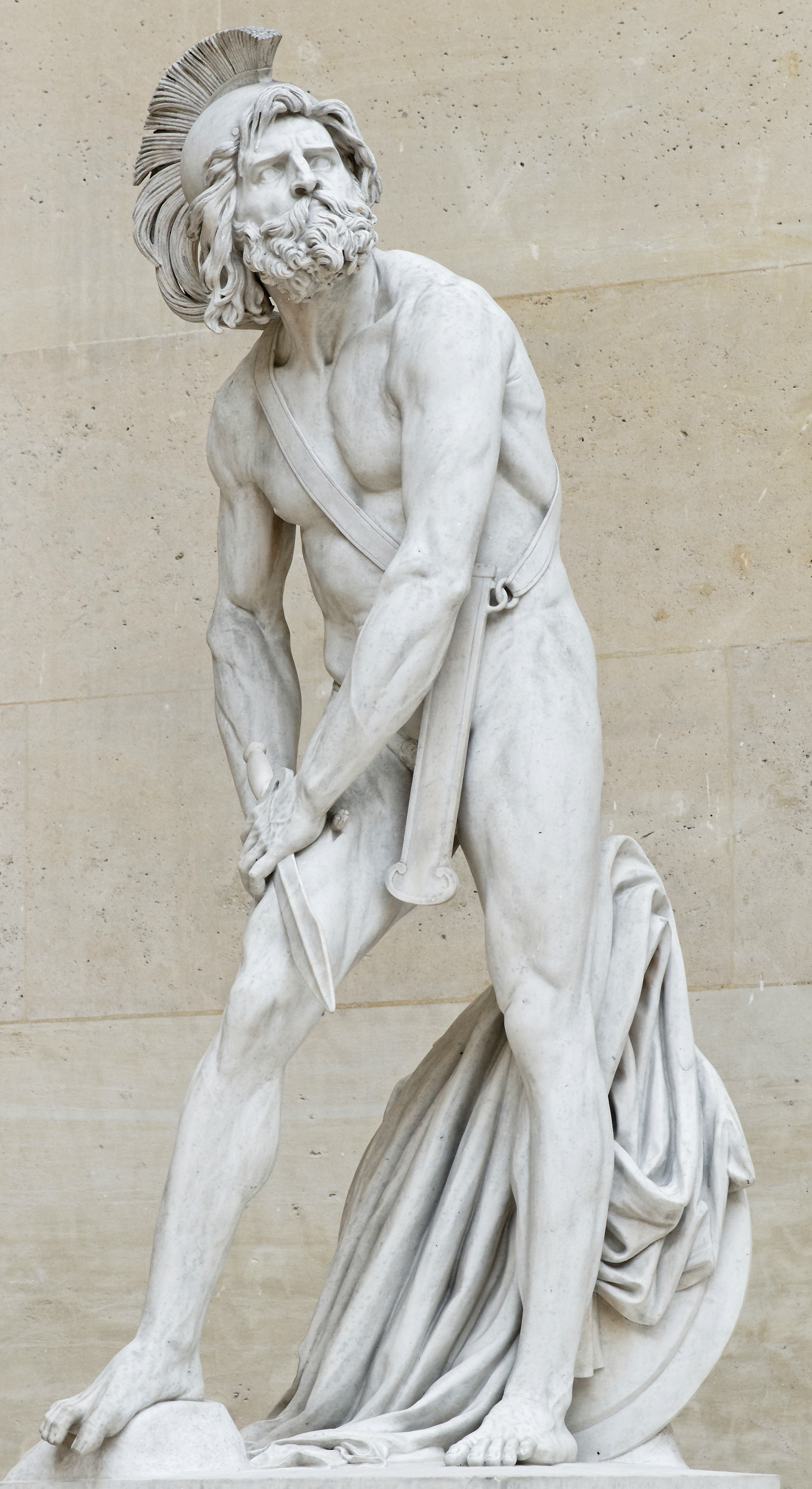
フランスの彫刻家ピエール=ジャン・ダヴィッド（Pierre-Jean David）作 『フィロポイメーン』、1837年、ルーヴル美術館所蔵

紀元前191年、スパルタはナビス戦争の和平条約で課された人質と放棄させられたスパルタ周辺の土地の返還を求めて、ローマへ使節を派遣し、ナビスの息子アルメネスを除く全ての人質がスパルタへ帰国することを許された。なお、アルメネスはその後もローマに抑留されて、ローマで死亡した（紀元前189年頃）。
ラコニア沿岸の港湾を放棄させられ、海へのアクセス手段を持たず、政治・経済的な問題に苦しんでいたスパルタはパッサウァス（Passavas、ラス（Las）とも。）の町を占領したが、パッサウァスは「自由ラコニア連合」（Koinon of Free Laconians）の構成員やスパルタの亡命者の多くが本拠とする町であった。 
アカイア同盟は、スパルタの独立を終わらせるための理由としてこれを利用し、パッサウァス攻撃の責任者の引渡しを要求した。 スパルタを牛耳っていた反同盟派は、同盟支持派の住民を殺害し、同盟からの離脱とローマの保護を要求することで答えた 。同盟の分裂を望んでいたローマは、その状況を静観した 。なお、この時期のローマはセレウコス朝との戦争（紀元前192年-紀元前188年）の最中であり、ナビスを殺害したアイトリア同盟はセレウコス朝側で参戦していた。
紀元前188年、フィロポイメーンは同盟軍を率いて、スパルタへの帰還を望んでいたスパルタの亡命者を伴ってラコニア北部へ入った。フィロポイメーンは最初にコムパシウム（Compasium）において反同盟の住民80名を皆殺しにし、ナビスがスパルタ市の周囲に構築した城壁を破壊した。フィロポイメーンはスパルタの亡命者の帰国を許した一方で、ナビスの支配体制を支えていたクレタ人傭兵や解放奴隷をスパルタ国外へと追放し、従わなかった者は奴隷として売り払った。また、コムパシウムで同盟の法律を紹介すると共に、スパルタの法律の廃止を宣言した。ただし、紀元前184年にスパルタはローマの許可を得て、アカイア同盟の行政制度を破棄し、一度は失ったスパルタ式の制度を取り戻した。
ただし、この時をもって、長らくギリシアにおいて大きな力を持っていたスパルタの役割は終わり、アカイア同盟がペロポンネソスにおいて力を及ぼすようになった。